# Густав Фредінг
Густав Фредінг (швед. Gustav Fröding, 22 серпня 1860, маєток Альстер, поблизу Карлстада — 8 лютого 1911 року, Стокгольм) — шведський поет.

## Життєпис
Густав Фредінг народився в дворянському маєтку Альстер у Вермланді. Дід Фредінга по материнській лінії був єпископом. Від 1880 до 1883 рр. навчався в Уппсальському університеті. Але навчання не завершив. Помирає його батько. Густав наслідує велику суму грошей і закидає навчання, заводить сумнівні знайомства. Він повернувся у Вермланд, не закінчивши курсу в університеті і без гроша в кишені. 1884 рік він проводить в Слурюдборге, у Брюнскуге, у своєї сестри Матільди, і пізніше, в 1880—1890 рр. часто повертається в Слурюдборг, проводить там літні місяці. У січні 1887 влаштувався на роботу в радикальну «газету Карлстадську», але вже восени наступного року, отримав спадок і можливість повністю віддатися творчій діяльності. Тому діяльність в редакції газети була призупинена. Водночас погіршився стан його душевного здоров'я. У 1889—1990 рр. Фредінг розпочав лікування в психіатричній лікарні. Душевна хвороба переслідувала його все життя. У першій половині 1890-х років він проводив у цілому декілька років на лікуванні в інституті Сюттестад, в Ліллехамері, в Норвегії. Звідси ж, з Лілліхамера, він посилав велику кількість дорожніх заміток, фейлетонів, писав і про політичну ситуацію в Норвегії. У 1896 році повернувся в Швецію. Взимку 1898 року Сесілія Фредінг влаштувала брата в лікарню в Уппсалі, під нагляд професора Фрея Свенсона. Тут його часто відвідувала вчителька Іда Бекман, яка хотіла стати дружиною поета. Вона підшукувала йому в Холланді лікаря, який міг би вилікувати. Але цього не сталося. Перебування поета в лікарні Уппсали стало темою п'єси Готфріда Графстрема «Співай про кохання красиво».
У 1905 році з Уппсальской лікарні Фредінг переїхав у Стокгольм, на Віллу Грендаль в Юргордані. Тут його подругою і доглядальницею стала Сігне Тротциг. Хвороба прогресувала. У лютому 1911 року поет помер. Могила Фредінга знаходиться на Уппсальському старому церковному дворі — відомому місці поховання видатних діячів шведської культури.

## Творчість
Поезія Фредінга пов'язана з імпресіонізмом. Він зосереджувався на вираженні внутрішнього світу, прагнув передати індивідуальність, створював містичний світ. Перша його поетична збірка «Гітара і гармоніка» вийшла в 1891 році. Друга збірка «Нові вірші», сповнена фольклорними мотивами, вийшла в 1894 році. Там було вміщено розділ, присвячений Вермланду. Це зміцнило репутацію Фредінга. Творчості поета властивий універсальний діапазон тем і настроїв. Під час перебування в Упсальськом університеті він входив до групи ліво-радикальної молоді. Його співчуття до знедолених знайдуть втілення в поезії (вірші «Дорога світу» («Гітара і гармонія», 1891) і «Старий добрий час» («Нові вірші», 1894). Ідеал свободи, який сповідав Фредінг, стосувався і соціального положення, і моралі. Багато віршів Фредінга (зокрема, «Бачення», «Атлантида», «А ось і мрійник» зі збірки «Нові вірші») описують сни, видіння і галюцинації. Особливістю творчості поета, що виділяє його серед інших поетів початку століття, є глибокий народний початок: усі збірки Фредінга мають розділи про селянське життя Вермланда. До того ж у них звучать фольклорні мотиви. Багато віршів поета покладено на музику. Центральною темою пізнього періоду творчості поета стала чаша святого Граалю — символ єдності усіх речей і явищ, які вміщують поняття добра і зла. Фредінг продовжив у шведській літературі традиції Гете, Гейне, Бернса, Шеллі, Байрона і По, а в шведській поезії — Люсідора, Бельмана і Стагнеліуса. Поет віртуозно користувався асонансом і внутрішньою римою.
Густав Фредінг відродив шведську поезію. До того ж він мав вплив не лише на своїх сучасників, але й на подальше покоління поетів і прозаїків. Для збірки «Бризки і друзки» (1896 р.) характерні трагічне світосприйняття і містичні мотиви. Тут знову були вермландські мотиви — «Маленький Карл-Юхан»; цикл «З пісень короля Эрика», присвячений божевільному королю Еріку XIV; були і замальовки в ніцшеанському дусі — «Танцюючі боги» і «Фрагмент з майбутнього». Вірш «Вранішній сон» — замальовка з доісторичного минулого — визначив долю книги.
У критичних статтях «Натуралізм і романтизм» і «Про гумор» виступив проти натуралізму.
У 1917—1922 рр. в Стокгольмі було видано зібрання його творів в 16 томах.